# 39 Minutes of Bliss (In an Otherwise Meaningless World)
39 Minutes of Bliss (In an Otherwise Meaningless World), voor het eerst uitgegeven in 2003, is een verzamelalbum van de Zweedse alternatieve rockband Caesars, speciaal gecreëerd voor de Amerikaanse en Britse markt.

## Lijst van nummers
1. "Sort It Out" (Åhlund) – 3:36
2. "(I'm Gonna) Kick You Out" (Åhlund) – 2:50
3. "Let's Go Parking Baby" (Åhlund) – 2:34
4. "Jerk It Out" (Åhlund) – 3:16
5. "Out of My Hands" (Sanders) – 3:37
6. "Only You" (Åhlund) – 2:32
7. "Since You've Been Gone" (Åhlund) – 3:15
8. "Crackin' Up" (Vidal) – 3:14
9. "You're My Favourite" (Lundqvist-Vidal-Åhlund) – 2:02
10. "Fun and Games" (Byles-Perry) – 2:22
11. "Suzy Creamcheese" (Conway-Flores-Ralston) – 4:03
12. "You Don't Mean a Thing to Me" (Åhlund) – 4:37